# José Ramón Rivero
Pour les articles homonymes, voir Rivero.
José Ramón Rivero est un ingénieur électrique et homme politique vénézuélien, né le 16 novembre 1962. Élu député à l'Assemblée nationale du Venezuela en 2006, il a été ministre vénézuélien du Processus social du travail entre mai 2021 et mai 2022.